# Onychocepon resupinum
Onychocepon resupinum är en kräftdjursart som beskrevs av Sueo M. Shiino1936. Onychocepon resupinum ingår i släktet Onychocepon och familjen Bopyridae. Inga underarter finns listade i Catalogue of Life.